# Кафана Орашац (Београд)
Кафана Орашац једна је од најстаријих кафана у Београду која је задржала свој традиционални изглед. Отворена је 1878. године у ужем центру Београда, у Булевару краља Александра.

## Име кафане
Током 19. века, а касније и 20. века, српске кафане су добијале називе у складу са одређеним трендовима. Како се наводи, кафане су „прво добијале имена по надимцима њихових газда: „Код Ћопа”, „Код Ћора”, „Код Веселе Милке”, „Код Удовца”... У девентаестом веку су уследила имена кафана по великим биткама против Турака , после Првог светског рата уз „Кајмакчалан”, готово сваки град у Србији је имао кафану „Париз”, а после Другог светског рата су уследила имена нађена на трагу пролетерских бригада...“
Орашац је место у близини Аранђеловца у којем је започео Први српски устанак. Договори о подизању устанка покренути су у новембру 1803, а на Сретење 1804. у Марићевића јарузи. Устанак је покренут под вођством Ђорђа Петровића.

## Могуће рушење кафане
У фебруару 2021. године јавност је узнемирила вест да ова кафана може бити порушена ради изградње стамбеног блока, односно ради повезивања Трнске улице са Булеваром краља Александра према Регулационом плану из 2001. године.
Међутим, како је тада објашњено у медијима, и поред поменутог Регулационог плана, Град не намерава да сруши кафану из 19. века.